# مدیسون (شهرک)، ویسکانسین
مدیسون (به انگلیسی: Madison) یک شهرک در ایالات متحده آمریکا است که در شهرستان دان، ویسکانسین واقع شده‌است. مدیسون ۶٬۲۷۹ نفر جمعیت دارد و ۲۵۸ متر بالاتر از سطح دریا واقع شده‌است.